# Kurbat Afanas'evič Ivanov
Kurbat Afanas'evič Ivanov, in russo Курбат Афанасьевич Иванов? (... – 1666), è stato un esploratore russo.
Cosacco dello Enisej, fu il primo russo a scoprire il lago Bajkal (1643).

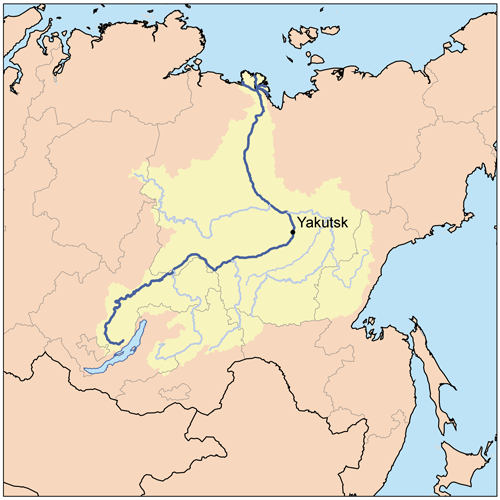
La Lena e il lago Bajkal, la regione esplorata da Ivanov

## Biografia
Iniziò il suo servizio nell'esercito cosacco nel 1638 a Tobol'sk, e fu trasferito a Jakutsk nel 1640.
Ivanov è stato tra i più grandi esploratori della Siberia, creò, nel 1642, la prima mappa dell'Estremo Oriente russo, basata sulle esplorazioni di Ivan Jur'evič Moskvitin. Nel 1643, partendo dal forte di Vercholensk risalì il fiume Lena con 74 uomini; dovette superare i monti del Bajkal e il fiume Sarma raggiungendo per la prima volta il lago Bajkal e l'isola di Ol'chon.
Nel 1659-1665 si prese carico della fortezza di Anadyrsk, subentrando a Semën Ivanovič Dežnëv. Nella primavera del 1660 guidò un gruppo di industriali dal golfo dell'Anadyr' a capo Čukotskij, visitando tra l'altro la baia Kresta e la baia Providenija e stilò la prima mappa del territorio. Ha prestato servizio anche a Žigansk, nel corso inferiore della Lena. Nel 1667 fu inviato nella fortezza di Ilimsk.